# Frank Arnau
Pour les articles homonymes, voir Schmitt et Arnau.
Œuvres principales
- La Chaîne fermée (1929)

Heinrich Schmitt (né le 9 mars 1894 à Vienne et mort le 11 février 1976, à Munich), connu sous le nom de plume Frank Arnau, est un journaliste, dramaturge, scénariste et écrivain allemand, auteur de romans policiers et de romans d'espionnage.

## Biographie
Fils d’un directeur d’hôtel, Frank Arnau abandonne ses études à seize ans pour parcourir l’Europe. À partir de 1912, il est rédacteur pour des journaux autrichiens et, le soir et pendant l’été, il assiste en tant qu’auditeur libre à des cours de criminologie, de droit et de médecine légale dispensés par des universités de Vienne, Wurzburg et Francfort.  Il réside dans cette dernière ville à partir de 1919 et devient journaliste aux affaires criminelles et chroniqueur judiciaire. Il commence à écrire des pièces de théâtre, des essais et de la poésie, puis se décide à passer au roman policier et publie, en 1929, La Chaîne brisée, qui le rend célèbre. Il fait ensuite un peu de scénarisation et fait paraître un roman d’espionnage, Männer der Tat.
En 1933, lors de la prise de pouvoir du parti nazi, il émigre successivement en Suisse, en France, en Angleterre et, finalement, à Rio de Janeiro.  En 1934, il dénonce le nazisme dans son roman Die braune Pest qui n’appartient pas à la littérature policière. Les titres proprement policiers, quand ils ne sont pas des whodunits, présentent des intrigues, parfois mâtinés d’espionnage, qui ont pour toile de fond les décors exotiques les plus divers : Égypte, Maroc, Caraïbes, Brésil et milieu cinématographique hollywoodien.
Bien après la fin de la Deuxième Guerre mondiale, en 1952, l’écrivain rentre en Allemagne et travaille au magazine Stern, tout en continuant la publication de romans, dont la série de l’Américain David Brewer, enquêteur de la section criminelle de la police de New York et celle de l’Oberkommissar Reyder, chef de la police de Hambourg.
En 1970, il s’installe à Lugano, en Suisse, mais accepte la présidence de la Ligue des droits de l'homme germanique et devient brièvement scripteur pour la télévision allemande.  Il écrit également des ouvrages sur la criminologie, la philatélie, la politique et les antiquités.
Il meurt à Munich en 1976.

## Œuvre

### Romans

#### SérieDavid Brewer
- Pekari Nr 7 (1956)
- Nur tote Zeugen schweigen (1957)
- Lautlos wie sein Schatten (1959)
- Der letzte Besucher (1960)
- Das andere Gesicht (1960)
- Die Dame im Chinchilla (1961) Publié en français sous le titre La Dame au chinchilla, Paris, Librairie des Champs-Élysées, coll. « Le Masque » no 1029, 1968
- Heroin AG (1962)
- Im Schatten der Sphinx (1962) Publié en français sous le titre À l’ombre du Sphinx, Paris, Librairie des Champs-Élysées, coll. « Le Masque » no 993, 1967
- Mit heulenden Sirenen (1965)
- Das verbrannte Gesicht (1968)

#### SérieGaston Lamont
- Tanger nach Mitternacht (1957) Publié en français sous le titre Tanger après minuit, Paris, Librairie des Champs-Élysées, coll. « Le Masque » no 621, 1958
- Heisses Pflaster Rio (1958) Publié en français sous le titre Qui est Roy Denver ?, Paris, Librairie des Champs-Élysées, coll. « Le Masque » no 658, 1959

#### SérieOberkommissar Reyder
- Schuss ohne Echo (1963), nouvelle version avec le personnage de Reyder du roman policier Der perfekte Mord paru en 1960
- Der Mord war ein Regiefehler (1964)

#### Autres romans  policiers
- Der geschlossene Ring ou Der abgeschlossene Kreis (1929), nouvelle version en 1957 Publié en français sous le titre La Chaîne brisée, Paris, Librairie des Champs-Élysées, coll. « Le Masque » no 63, 1930
- Lautlos wie sein Schatten (1931)
- Männer der Tat (1933), roman d’espionnage
- Auch sie kannten Felix Umballer (1953)
- Verwandlung nach Mitternacht (1957)
- Mordkommission Hollywood (1957)
- Der geschlossene Ring (1957)
- Jenseits aller Schranken (1958)
- Nur tote Zeugen schweigen (1959)
- Das große Erlebnis (1960)
- Der letzte Besucher (1961)
- Das Rätsel der monstranz (1961) Publié en français sous le titre Le marquis n’a pas de chance, Paris, Librairie des Champs-Élysées, coll. « Le Masque » no 742, 1961
- Der Mord war ein Regiefehler (1963)
- Verwandlung nach Mitternacht (1963)
- Das verschlossene Zimmer (1984), publication posthume

#### Autres romans
- Das Loch in der Luft (1921), court roman
- Umballer (1923)
- Das Signal (1925)
- Der Tod im Äther (1925)
- Schüsse in der Nacht (1927)
- Das Antlitz der Macht (1930)
- Gesetz das tötet (1930)
- Kämpfer im Dunkel (1930)
- Die große Mauer (1931)
- Stahl und Blut (1931)
- Mann ohne Gegenwart (1932)
- Die Maske des Dr Bruce (1932)
- Das leere Haus (1932)
- Die braune Pest (1934)
- Die Maske mit dem Silberstreifen (1944)

### Théâtre
- Die feste Überzeugung (1917), comédie
- Komödie der Wirklichkeit (1918)
- Man weiß es nie (1920)
- Vision (1920), tragédie
- Exzellenz (1920), comédie
- Der Titan (1921), revue
- Pavillon d'amour (1922), comédie
- Das große Erlebnis (1924), comédie
- Kittys schlechte Eigenschaften (1925)

### Poésie
- Begegnungen (1926)

### Autres publications
- Knittl-Psalmen (1911)
- Kain (1914)
- Kritik (1916)
- Die ersten 5 Tage einer Revolution (1919), essai
- Graf Tisza (1920)
- Zehn Jahre Neues Theater zu Frankfurt (1921)
- Die Technik des modernen Dramas (1922)
- Homburger Frühlingslegenden (1925)
- Almanach des Vereins Frankfurter Presse (1929)
- Der Untergang der Groß-Venor (1932)
- Die Maske mit den Silberstreifen (1944)
- Rue Blanche 7 (1949)
- Der verchrohmte Urwald (1956)
- Nackt bis auf die Knochen (1957)
- Lexikon der Philatelie (1957)
- Panik vor Torschluß (1959)
- Kunst der Fälscher - Fälscher der Kunst. 3000 Jahre Betrug mit Antiquitäten (1959) Publié en français sous le titre L'Art des faussaires et les Faussaires de l'art, Paris, Éditions Robert Laffont, 1960
- Brasilia. Phantasie und Wirklichkeit. Prestel-Verlag, München (1960)
- Beichte einer verschleierten Frau (1961)
- Das Auge des Gesetzes (1962)
- Talente auf Abwegen (1964)
- Warum Menschen töten (1964)
- Jüdische Anekdoten (1965)
- Der Fall Brühne-Ferbach (1965)
- Der Fall Blomert (1965)
- Juwelen aus Papier (1966)
- Wer nicht glaubt an Wunder (1966)
- Jenseits der Gesetze (1966)
- Die Straf-Unrechtspflege in der Bundesrepublik (1967)
- Flucht in den Sex (1967)
- Rauschgift - Träume auf dem Regenbogen (1967)
- Der Fall Senatspräsident Seiffert (1967)
- Witze in Braun und Rot (1967)
- Fernlöstliche Weisheiten (1967)
- Menschenraub (1968)
- Tatmotiv Leidenschaft (1971)
- Lexikon der Philatelie (1972)
- Gelebt, geliebt, gehasst (1972), autobiographie
- Watergate - Der Sumpf (1974)
- Schon vor dem Urteil verurteilt (1974)
- Der Fall Jaccoud (1976)

## Adaptations
- 1931 : Kampf, film allemand réalisé par Erich Schönfelder et Haro van Peski, sur un scénario original de Frank Arnau et Heinz Gordon (de).
- 1932 : Täter gesucht, film allemand réalisé par Carl Heinz Wolff, d’après le roman La Chaîne brisée.